# Хохшильд, Карл
Карл Хохшильд(1785—1857) — шведский барон, дипломат, коллекционер.
Родился в семье писателя Рутгера Фредрика Хохшильда, отец будущего министра иностранных дел Швеции Карла Фредрика Хохшильда.
Служил в Кабинете иностранных дел, где выполнял различные миссии.
В 1821—1836 годах был послом Швеции в Копенгагене, послом в Гааге (1836—1841), Вене в 1845—1850 гг., послом в Берлине в 1850—1854 гг. и в Лондоне в 1854—1857 гг.
Коллекционер, владелец коллекции рисунков, некоторые из которых сейчас находятся в британском музее и Национальном музее в Стокгольме